# Nationalversammlung der Republik Arzach
Die Nationalversammlung der Republik Arzach (armenisch Արցախի Հանրապետություն Ազգային Ժողով Arzachi Hanrapetutjun Asgajin Schoghow) ist das Einkammer-Parlament der international nicht anerkannten Republik Arzach und deren oberstes Legislativorgan.
Sie hat 33 Mitglieder, die für eine Legislaturperiode von fünf Jahren gewählt werden, 16 von ihnen (vor 2010 nur 11) werden in einem Wahlkreis für einen Sitz gewählt, bei den restlichen Sitzen wird nach Parteilisten entsprechend dem Verhältniswahlrecht gewählt.
Ihre Befugnisse werden im Kapitel IV der Verfassung der Republik Arzach bestimmt.
Als die Offensive Aserbaidschans gegen Arzach im September 2023 zum Zusammenbruch der Republik Arzach führte, ging die Nationalversammlung der Republik Arzach in die armenische Hauptstadt Jerewan ins Exil.
Anfang März 2024 rissen die aserbaidschanischen Behörden das Parlamentsgebäude in Stepanakert ab.

## Zusammensetzung
Die letzte Parlamentswahl in Arzach fand am 31. März 2020 statt und ergab folgende Sitzverteilung:
| Partei                              | Stimmen | %     | Sitze | +/- |
| ----------------------------------- | ------- | ----- | ----- | --- |
| Freies Mutterland – UCA-Allianz     | 30.015  | 40,80 | 16    | +1  |
| Vereinigtes Mutterland              | 17.683  | 24,04 | 9     | neu |
| Gerechtigkeit                       | 5.867   | 7,98  | 3     | neu |
| Armenische Revolutionäre Föderation | 4.758   | 6,47  | 3     | −4  |
| Demokratische Partei Arzachs        | 4.314   | 5,86  | 2     | −4  |
| Sonstige                            | 10.924  | 14,85 | 0     | --- |
| gesamt                              | 73.561  | 100   | 33    | --- |

Davor fand die letzte Parlamentswahl im Jahr 2015 statt. Die Zusammensetzung des Parlaments sah danach wie folgt aus:
| Partei                           | Partei                       | Liste       | Liste       | Liste       | Wahlkreis | Wahlkreis | Gesamtsitze | ±  |
| Partei                           | Partei                       | Stimmen     | Anteil      | Sitze       | Sitze     | Anteil    | Gesamtsitze | ±  |
| -------------------------------- | ---------------------------- | ----------- | ----------- | ----------- | --------- | --------- | ----------- | -- |
|                                  | Freie Heimat                 | 32.632      | 47,35 %     | 11          | 4         |           | 15          | +1 |
|                                  | Demokratische Partei         | 13.105      | 19,10 %     | 4           | 2         |           | 6           | −1 |
|                                  | ARF                          | 12.965      | 18,81 %     | 4           | 3         |           | 7           | +1 |
|                                  | Bewegung 88                  | 4.778       | 6,93 %      | 2           |           |           | 2           | +2 |
|                                  | Nationalwiedergeburt         | 3.709       | 5,38 %      | 1           |           |           | 1           | +1 |
|                                  | Kommunistische Partei        | 1.136       | 1,65 %      |             |           |           |             | ±0 |
|                                  | Frieden und Entwicklung      | 591         | 0,86 %      |             |           |           |             | ±0 |
|                                  | Unabhängige                  | Unabhängige | Unabhängige | Unabhängige | 2         |           | 2           | −4 |
| Invalid votes                    | Invalid votes                | 3,380       | —           | —           | —         | —         | —           | —  |
| Total                            | Total                        | 72.296      | 100,00 %    | 22          | 11        | 100,00 %  | 33          | ±0 |
| Stimmen und Wahlbeteiligung:     | Stimmen und Wahlbeteiligung: | 102.042     | 70,88 %     | —           | —         | —         | —           | —  |
| Quelle: CEC, CEC, Caucasian Knot |                              |             |             |             |           |           |             |    |